# عامل نووي للخلايا التائية النشطة
العامل النووي للخلايا التائية المنشطة (NFAT) هو عائلة من عوامل النسخ التي ثبت أنها مهمة في الاستجابة المناعية.يتم التعبير عن عضو أو أكثر من عائلة NFAT في معظم خلايا جهاز المناعة.تشارك NFAT أيضًا في تطوير عضلات القلب والهيكل العظمي والجهاز العصبي.تم اكتشاف NFAT لأول مرة كمنشط لنسخ إنترلوكين -2 في الخلايا التائية، كمنظم للاستجابة المناعية للخلايا التائية ، ولكن منذ ذلك الحين وجد أنه يلعب دورًا مهمًا في تنظيم العديد من أنظمة الجسم الأخرى.تشارك عوامل نسخ NFAT في العديد من عمليات الجسم الطبيعية وكذلك في تطوير العديد من الأمراض، مثل أمراض الأمعاء الالتهابية وأنواع عديدة من السرطان.يتم أيضًا التحقيق في NFAT كهدف دوائي للعديد من الاضطرابات المختلفة.[بحاجة لمصدر]

## أعضاء العائلة الجينية
تتكون عائلة عامل نسخ NFAT من خمسة أعضاء NFATC1 و NFATc2 و NFATC3 و NFATC4 و NFAT5.يتم تنظيم NFATc1 إلى NFATc4 عن طريق إشارات الكالسيوم، وتعرف بالأعضاء الكلاسيكيين في عائلة NFAT.NFAT5 هو عضو تم اكتشافه مؤخرًا في عائلة NFAT وله خصائص خاصة تميزه عن أعضاء NFAT الآخرين.تعد إشارات الكالسيوم أمرًا بالغ الأهمية لتنشيط NFAT لأن كالمودولين (CaM) ، وهو بروتين مستشعر الكالسيوم المعروف، ينشط سيرين / ثريونين فوسفاتيز كالسينيورين (CN).ينشط CN المنشط بسرعة فوسفوريلات المنطقة الغنية بالسيرين (SRR) ويتكرر SP في النهاية الأمينية لبروتينات NFAT ، مما يؤدي إلى تغيير في المطابقة يكشف إشارة التوطين النووي، مما يؤدي إلى استيراد NFAT النووي.
يتم التعبير عن NFATc1 و NFAT c2 mRNAs في الأنسجة اللمفاوية المحيطية، بينما يتم التعبير عن NFATc4 بشكل كبير في الغدة الصعترية. ومع ذلك، يتم التعبير عن NFATc3 mRNA عند مستويات منخفضة في الأنسجة اللمفاوية.

## إرسال الإشارات والربط
تعتبر الفسفرة ونزع الفسفرة مفتاحًا للتحكم في وظيفة NFAT عن طريق إخفاء وإلغاء إخفاء إشارات التوطين النووي، كما يتضح من العدد الكبير من مواقع الفسفرة في المجال التنظيمي لـ NFAT.
يتم معارضة الاستيراد النووي لبروتينات NFAT من خلال كينازات الصيانة في السيتوبلازم وتصدير كينازات في النواة.يجب تعطيل كينازات التصدير، مثل PKA و GSK-3β ، للاحتفاظ النووي NFAT.
بروتينات NFAT لها قدرة ضعيفة على ربط الحمض النووي.لذلك، لربط الحمض النووي بشكل فعال، يجب أن تتعاون بروتينات NFAT مع عوامل النسخ المقيمة النووية الأخرى المشار إليها عمومًا باسم NFATn.تتيح هذه الميزة المهمة لعوامل نسخ NFAT اكتشاف التكامل والصدفة لإشارات الكالسيوم مع مسارات الإشارات الأخرى مثل ras-MAPK أو PKC.بالإضافة إلى ذلك، يشارك تكامل الإشارات هذا في التعبير الجيني الخاص بالأنسجة أثناء التطور.
.اكتشفت شاشة من تسلسلات ncRNA التي تم تحديدها في مشاريع تسلسل EST اكتشاف «مثبط للـ ncRNA للعامل النووي للخلايا التائية المنشطة» يسمى NRON.أفضل الفئات المعروفة لمواقع الربط لـ NFAT هي تكوين مجمع تعاوني مع AP-1 أو بروتينات bZIP أخرى لتكوين مركب NFAT: موقع AP-1 الذي يشارك في نسخ الجينات في الخلايا المناعية والربط بالمواقع التقليدية. بروتينات عائلة ريل.
تميل المروجين والمعززات المعتمدة على NFAT إلى امتلاك 3-5 مواقع ربط NFAT ، مما يشير إلى أن هناك حاجة إلى تفاعلات تآزرية عالية المستوى بين البروتينات ذات الصلة في مجمع تعاوني من أجل النسخ الفعال.

### NFAT و AP-1
أفضل الفئات المعروفة لمواقع الربط لـ NFAT هي تكوين مجمع تعاوني مع AP-1 أو بروتينات bZIP أخرى والربط بمواقع بروتينات عائلة Rel التقليدية.لا يمكن لـ NFAT5 تكوين مجمعات ببروتينات AP-1 ، ومع ذلك فإن جميع بروتينات NFAT تتعرف على مواقع ربط الحمض النووي المتشابهة في مناطق تنظيم الجينات.
من المعروف أن تنشيط NFAT و AP-1 مطلوب للاستجابات المناعية المنتجة.مطلوب تعاون NFAT مع AP-1 للعديد من الجينات المختلفة ليتم نسخها بما في ذلك IL-2 و عامل منبه لمستعمرات المحببات والبلاعم و IL-3 و IFN-γ.في الغدة الصعترية ، يتطلب تعبير FasL ، الذي يسمح بموت الخلية المحتمل، أيضًا التعاون بين NFAT و AP-1.يلعب هذا التعاون دورًا مهمًا في بقاء الخلية أو نقطة تفتيش موت الخلية لتطوير الخلايا التائية.

## إشارات NFAT في التطور العصبي
تم العثور على مسار إشارات كالسيورين / NFAT المعتمد على Ca2 + ليكون مهمًا في نمو الخلايا العصبية وتوجيه محور عصبي أثناء تطور الفقاريات.تساهم كل فئة مختلفة من NFAT في خطوات مختلفة في التطور العصبي. يعمل NFAT مع الإشارات العصبية لتنظيم نمو المحور العصبي في العديد من مجموعات الخلايا العصبية. بالإضافة إلى ذلك، تدمج مجمعات النسخ NFAT نمو الخلايا العصبية مع إشارات التوجيه مثل النترين لتسهيل تكوين نقاط الاشتباك العصبي الجديدة، مما يساعد على بناء الدوائر العصبية في الدماغ. NFAT هو لاعب مهم معروف في كل من الجهاز العصبي النامي والبالغ.

## الأهمية السريرية

### الإلتهاب
يلعب NFAT دورًا في تنظيم التهاب مرض التهاب الأمعاء (IBD). في الجين الذي يشفر LRRK2 (الكيناز 2 الغني باللوسين) ، تم العثور على موضع حساسية لـ IBD. كيناز LRRK2 هو مثبط لمجموعة NFATc2 ، لذلك في الفئران التي تفتقر إلى LRRK2 ، تم العثور على تنشيط متزايد لـ NFATc2 في الضامة. أدى ذلك إلى زيادة السيتوكينات المعتمدة على NFAT والتي تسبب نوبات التهاب القولون الشديدة.
يلعب NFAT أيضًا دورًا في التهاب المفاصل الروماتويدي (RA) ، وهو مرض مناعي ذاتي يحتوي على مكون قوي مؤيد للالتهابات. TNF-α ، وهو سيتوكين مؤيد للالتهابات، ينشط مسار الكالسينيورين- NFAT في الضامة. بالإضافة إلى ذلك، فإن تثبيط مسار mTOR يقلل من التهاب المفاصل وتآكلها، لذا فإن التفاعل المعروف بين مسار mTOR و NFAT يمثل مفتاحًا لعملية التهاب RA.

## كدواء
نظرًا لدورها الأساسي في إنتاج الخلايا التائية السيتوكينية التكاثرية إنترلوكين -2 ، فإن إشارات NFAT هي هدف دوائي مهم لتحريض كبت المناعة. مثبطات CN ، التي تمنع تنشيط NFAT ، بما في ذلك السيكلوسبورين (CsA) والتاكروليموس (FK506) ، وتستخدم في علاج التهاب المفاصل الروماتويدي ، والتصلب المتعدد، ومرض كرون ، والتهاب القولون التقرحي ولمنع رفض عمليات زرع الأعضاء. ومع ذلك، هناك سمية مرتبطة بهذه الأدوية بسبب قدرتها على تثبيط CN في الخلايا غير المناعية، مما يحد من استخدامها في المواقف الأخرى التي قد تتطلب العلاج بالعقاقير المثبطة للمناعة، بما في ذلك الحساسية والالتهابات. هناك مركبات أخرى تستهدف NFAT بشكل مباشر، على عكس استهداف نشاط الفوسفاتيز في الكالسينيورين، والتي قد يكون لها تأثيرات كبيرة مثبطة للمناعة ولكنها تفتقر إلى سمية CsA و FK506. نظرًا لوجود بروتينات NFAT الفردية في أنواع خلايا معينة أو تؤثر على جينات معينة، فقد يكون من الممكن تثبيط وظائف بروتين NFAT الفردية للحصول على تأثير مناعي أكثر انتقائية.

## اقرأ أيضا
- رابط لتفعيل الخلايا التائية
- معزز التنشيط القائم على التيروزين المناعي
- خلية تائية
- ثنائي الغليسريد